# Comuna Jalžabet, Varaždin
Jalžabet este o comună în cantonul Varaždin, Croația, având o populație de 3.615 locuitori (2011).

## Demografie
Componența etnică a comunei Jalžabet
     Croați (89,99%)
     Necunoscut (0,03%)
     Neclasificat (0,47%)
Componența confesională a comunei Jalžabet
     Catolici (88,38%)
     Necunoscută (10,24%)
     Alte religii (1,38%)
Conform recensământului din 2011, comuna Jalžabet avea 3.615 locuitori. Din punct de vedere etnic, majoritatea locuitorilor (89,99%) erau croați. Apartenența etnică nu este cunoscută în cazul a 0,03% din locuitori. Din punct de vedere confesional, majoritatea locuitorilor (88,38%) erau catolici. Pentru 10,24% din locuitori nu este cunoscută apartenența confesională.